# Alchornea
Alchornea es un género de plantas fanerógamas perteneciente a la familia de las Euphorbiaceae, que incluye cerca de 70 especies tropicales, incluido Alchornea triplinervia.

## Descripción
Son árboles o arbustos, diminutamente aplicado-estrellados, sin látex; plantas dioicas. Hojas alternas, simples, pinnatinervias o palmatinervias, frecuentemente glandulares; estipuladas. Las inflorescencias en racimos espiciformes, axilares o caulifloros, simples o compuestos, brácteas eglandulares, flores apétalas; flores estaminadas con cáliz separándose en la antesis en lobos 2–5-valvados, disco central, confluente con las bases de los estambres, éstos generalmente 8, filamentos más cortos que las anteras, pistilodio ausente; flores pistiladas sésiles o cortamente pediceladas, sépalos 4, imbricados, disco obsoleto, ovario 2-locular, 1 óvulo por lóculo, estilos libres, alargados, no lobulados. Fruto capsular; semillas tuberculadas, ecarunculadas.

## Taxonomía
El género fue descrito por Olof Swartz y publicado en Nova Genera et Species Plantarum seu Prodromus 6, 98. 1788.

### Especies
| - Alchornea acutifolia - Alchornea adenophila - Alchornea alnifolia - Alchornea anamariae - Alchornea androgyna - Alchornea annamica - Alchornea aquifolium - Alchornea bogotensis - Alchornea borneensis - Alchornea britonii Secco - Alchornea castaneaefolia - Alchornea chiapasana - Alchornea coelophylla - Alchornea cordifolia - Alchornea costaricensis - Alchornea davidi - Alchornea discolor Poepp. - Alchornea floribunda - Alchornea fluviatilis - Alchornea gardneri - Alchornea glabrata - Alchornea glandulosa Poepp. - Alchornea grandiflora Müll.Arg. - Alchornea grandis - Alchornea guatemalensis - Alchornea hilariana - Alchornea hirtella - Alchornea humberti - Alchornea hunanensis - Alchornea integrifolia - Alchornea latifolia Sw., alcornoque divino de Jamaica, denominada en Puerto Rico achiotillo, achotillo o palo cotorra, en Cuba aguacatillo y en Guatemala palo de cotorro | - Alchornea laxiflora - Alchornea liukiuensis - Alchornea megalophylla - Alchornea mildbraedii - Alchornea mollis - Alchornea occidentalis - Alchornea pearcei - Alchornea perrieri - Alchornea petalostyla - Alchornea pubescens Merr. - Alchornea rhodophylla - Alchornea rugosa - Alchornea scandens - Alchornea sicca - Alchornea sidifolia Müll.Arg. - Alchornea tachirensis - Alchornea tiliaefolia - Alchornea trewioides - Alchornea triplinerva - Alchornea triplinervia (Spreng.) Müll.Arg: - Alchornea ulmifolia - Alchornea vanioti - Alchornea villosa - Alchornea websteri Secco - Alchornea yambuyaensis |